# Vezina
Vezina sau Vezinas este unul dintre cei doi chiliarhi (generali) ai lui Decebal, care au fost atestați de Dio Cassius în lucrarea sa „Historia Romana”. În cartea LXVII (67), capitolul 10 al acestei lucrări este descrisă campania condusă de Tettius Iulianus, care fusese desemnat de împăratul Domițian să cucerească Dacia. În relatarea unei lupte din această campanie Dio Cassius ne spune că Vezina (Vezinas în text) este al doilea în rang după Decebal.
În continuare traducerea textului în română :
„El (Tettius Iulianus nt.) a înfruntat inamicul la Tapae și a ucis pe mulți dintre ei. Unul dintre ei, Vezinas, care era al doilea după Decebalus, văzând că nu poate să scape, a căzut intenționat, ca și cum ar fi fost mort. În acest fel a trecut neobservat și a fugit în timpul nopții.”
Numele chiliarhului, sub forma „Bezino”, apare și în textele de pe plăcile de plumb descoperite la Sinaia la începutul secolului al-XX-lea, cunoscute ca Tăblițele de la Sinaia.